# Spanien i olympiska sommarspelen 1928
Spanien deltog med 80 deltagare vid de olympiska sommarspelen 1928 i Amsterdam. Totalt vann de en guldmedalj.

## Medalj

### Guld
- José Navarro Morenes, Marquez de los Trujillos och Julio Garcia Fernandez - Ridsport, hoppning.